# صوفيا رودييفا
صوفيا أندرييفنا رودييفا (الروسية: Эльмира Абдразакова؛ مواليد 15 نوفمبر 1990 في سانت بطرسبرغ) ممثلة وعارضة أزياء روسية، حاملة لقب مسابقة ملكة جمال سابقة بعدما توجت بلقب ملكة جمال روسيا 2009 ومثلت بلدها في مسابقة ملكة جمال الكون 2009 .

## نشأتها
ولدت صوفيا روديفا في عام 1990 في لينينغراد ، الآن في سانت بطرسبرغ ، إلى أندري رودييف وتاتيانا روديفا، وهي عائلة من الفنانين. في البداية، أرادت أن تتبع مسار والديها، ودرست في مدرسة للفنون لمدة 10 سنوات في طفولتها. ثم درست التمثيل، حتى أصبحت أكثر ثقة في جمالها وانضمت إلى وكالة عرض أزياء عندما كانت في الخامسة عشرة من عمرها. انفصل والديها عندما كانت تبلغ من العمر 12 عامًا، واختارت البقاء مع والدها. تخرجت من المدرسة الثانوية في عام 2008 ، وتخطط للدراسة في إحدى الجامعات في المستقبل. قبل أن تتوج ملكة جمال روسيا 2009 ، كانت لديها بالفعل عدة سنوات من الخبرة في مجال عرض الأزياء، وشاركت في عدد من عروض الأزياء الاحترافية.